# Pawieł Zajcau
Pawieł Karpawicz Zajcau (biał. Павел Карпавіч Зайцаў, ros. Павел Карпович Зайцев, Pawieł Karpowicz Zajcew; ur. 20 czerwca 1936 w Czerei) – białoruski ekonomista i polityk, deputowany do Rady Najwyższej Republiki Białorusi XIII kadencji, w latach 1996–2000 deputowany do Izby Reprezentantów Zgromadzenia Narodowego Republiki Białorusi I kadencji.

## Życiorys

### Młodość i praca
Urodził się 20 czerwca 1936 roku we wsi Czereja, w rejonie czaśnickim obwodu witebskiego Białoruskiej SRR, ZSRR. W 1960 roku ukończył Białoruski Państwowy Instytut Gospodarki Narodowej, uzyskując wykształcenie ekonomisty. W latach 1960–1961 pracował jako zastępca głównego księgowego, młodszy pracownik naukowy w Naukowo-Badawczym Instytucie Mechanizacji i Elektryfikacji Strefy Nieczarnoziemnej ZSRR. W latach 1961–1974 pracował jako starszy ekonomista, kierownik działu, zastępca kierownika, w latach 1974–1977 kierownik Wydziału Finansowania Opieki Socjalnej Ministerstwa Finansów Białoruskiej SRR. W latach 1977–1988 był kierownikiem działu finansowego. Od 1988 do co najmniej 1995 roku był kierownikiem Wydziału Finansowego Mińskiego Obwodowego Komitetu Wykonawczego.

### Działalność parlamentarna
W drugiej turze wyborów parlamentarnych 28 maja 1995 roku został wybrany na deputowanego do Rady Najwyższej Republiki Białorusi XIII kadencji z Krupskiego Okręgu Wyborczego Nr 190. 9 stycznia 1996 roku został zaprzysiężony na deputowanego. Od 23 stycznia pełnił w Radzie Najwyższej funkcję członka Stałej Komisji ds. Budżetu, Podatków, Banków i Finansów. Był bezpartyjny. Poparł dokonaną przez prezydenta Alaksandra Łukaszenkę kontrowersyjną i częściowo nieuznaną międzynarodowo zmianę konstytucji. 27 listopada 1996 roku przestał uczestniczyć w pracach Rady Najwyższej i wszedł w skład utworzonej przez prezydenta Izby Reprezentantów Zgromadzenia Narodowego Republiki Białorusi I kadencji. Pełnił w niej funkcję członka Komisji ds. Budżetu i Finansów. Zgodnie z Konstytucją Białorusi z 1994 roku jego mandat deputowanego do Rady Najwyższej zakończył się 9 stycznia 2000 roku; kolejne wybory do tego organu jednak nigdy się nie odbyły. Jego kadencja w Izbie Reprezentantów zakończyła się 21 listopada 2000 roku.

## Odznaczenia
- Order Przyjaźni Narodów (ZSRR)[1];
- Medal Jubileuszowy „Za Mężną Pracę. W upamiętnieniu 100-lecia urodzin Władimira Iljicza Lenina” (ZSRR)[1].

## Życie prywatne
Pawieł Zajcau jest żonaty, ma dwie córki. W 1995 roku mieszkał w Mińsku.